# Busbjerg
Busbjerg är en kulle i Danmark.   Den ligger utanför Ulstrup i Favrskovs kommun, Region Mittjylland, i den centrala delen av landet, 190 km väster om Köpenhamn. Toppen på Busbjerg är 92 meter över havet.
Närmaste större samhälle är Randers, 20 km nordost om Busbjerg. Trakten runt Busbjerg består till största delen av jordbruksmark.